# Алёшичев, Александр Петрович
Александр Петрович Алёшичев, также пишется как Алешичев (1940, неизвестно — 16 сентября 2012, Москва) — советский и российский артист цирка (клоун), художник, клоун-карикатурист и художник-моменталист. Наиболее известен своими карикатурами в журнале «Крокодил» и в передаче «Будильник», где вместе с Олегом Поповым разыгрывали весёлые интермедии. Его репризы и номер «художник-моменталист» пользовались большим успехом у публики, не только в СССР, но и за рубежом.

## Биография

### Детство и юношество
Александр родился в 1940 году. Место рождения не известно.
Начал рисовать около 4 лет, рисовал всё, что попадалось на глаза. Около 5 класса Александр записался в кружок рисования, который был открыт их школьным преподавателем по черчению.
Пошёл весь в свою мать, так как она любила шутить. Александр постоянно смотрел на неё и впитывал весь интерес к юмору.

### Начало карьеры
После армии он подаёт документы в Государственное училище циркового и эстрадного искусства. На творческом конкурсе Алешичёв доставил немало весёлых минут экзаменаторам, показывая свои старые рисунки и здесь же делая новые. И в дальнейшем он опирался на способности рисовальщика — под руководством опытного педагога Н. Кисса подготовил оригинальную дипломную работу «Художник-эксцентрик». C ней Алешичёв вышел из стен ГУЦЭИ.
Работал в Союзгосцирке с 1966, после окончания ГУЦЭИ и до середины 1990-х годов.
Александр иллюстрировал целый ряд книг, рисовал юмористические картинки в газеты и журналы.
Когда начались гастроли Российского цирка в Южной Каролине в 1994 году, он и ещё несколько артистов отрабатывали там целый год. Гастроли закончились, коллектив уехал, а ему и второму артисту цирка продлили визу, поэтому Александр остался жить в США, а позже переехал в Россию.

### Смерть
Ушёл из жизни 16 сентября 2012 года в Москве.